# Acrobotrys discolor
Acrobotrys discolor är en måreväxtart som beskrevs av Karl Moritz Schumann och Kurt Krause. Acrobotrys discolor ingår i släktet Acrobotrys och familjen måreväxter. Inga underarter finns listade i Catalogue of Life.